# 2021 en triathlon
Cet article résume les faits marquants de l'année 2021 dans le monde du triathlon.

## Résultats
Pour les résultats sportifs de l'année 2021 en triathlon voir catégorie « triathlon en 2021 »

## Faits marquants

### Juillet
- Kristian Blummenfelt marque l'histoire du triathlon, en remportant la même année le titre olympique, le championnat du monde courte distance (WTCS) et le championnat du monde Ironman[1].

### août
- L'épreuve des séries mondiales 2021, propose un nouveau format de course dénommé « Eliminator » qui se pratique sur la distance super-sprint. L'étape se déroule sur plusieurs jours. 60 compétiteurs hommes et femmes sont tirés au sort et s'affrontent au cours de plusieurs compétitions ou s'élimine par groupe de dix les compétiteurs. Les dix derniers triathlètes restant s'affrontent dans un super-sprint final pour la victoire d'étape. La première de ce nouveau format se déroule sur l'étape de Montréal[2].
- Le triathlète français Léon Chevalier remporte l'Embrunman en établissant un nouveau record de l'épreuve en 9 h 28 min 18 s[3].
- La triathlète australienne Carrie Lester remporte pour la troisième fois l'Embrunman et égale le record de victoire de l’épreuve détenu par la Britannique Bella Bayliss[3]
- Le championnat du monde d'Ironman 2021, prévu en octobre de cette année est reporté en février 2022, face aux restrictions de circulation des triathlètes internationaux, ainsi que des restrictions d’accueil qui frappent l'archipel d'Hawaï de par l'épidémie de Covid-19[4].
- Alexis Hanquinquant remporte aux Jeux paralympiques d'été de 2020 à Tokyo dans la catégorie PS4, la première médaille d'or olympique du triathlon français[5].

### septembre
- 2021 voit la création d'une épreuve Ironman à Aix-en-Provence en complément de l'Ironman 70.3 Pays d'Aix. La première de cette nouvelle compétition est programmée pour le 22 mai 2022. Avec les organisations de Nice et de Vichy, la France devient le premier pays d'Europe à proposer trois villes recevant les deux formats de compétition[6].
- L'Ironman France 2021 se joue uniquement entre catégorie amateur, aucun professionnel ne prend part à la compétition[7].